# Захаровка (Червенский район)
Захаро́вка (бел. Захароўка, Захараўка) — деревня в Червенском сельсовете Червенского района Минской области Беларуси.

## География
Располагается в излучине реки Овсище в 6 километрах к северо-западу от райцентра, в 56 километрах от Минска, в 2 километрах к северу от автодороги Минск—Могилёв.

## История
На 1858 год деревня принадлежала помещику И. Буглаку и входила в состав Игуменского уезда Минской губернии, здесь насчитывалось 25 жителей. Согласно Переписи населения Российской империи 1897 года деревня входила в Гребёнскую волость и составляла 14 дворов, проживало 129 человек.
В начале XX века дворов было 15, а число жителей сократилось до 91. На 1917 год — 19 дворов и 117 жителей. С февраля по декабрь 1918 года деревня была оккупирована немцами, с августа 1919 по июль 1920 — поляками. 20 августа 1924 года вошла в состав вновь образованного Войниловского сельсовета Червенского района Минского округа (с 20 февраля 1938 — Минской области).
По переписи населения СССР 1926 года насчитывалось 23 двора, проживало 117 человек. Во время Великой Отечественной войны деревня была оккупирована немецко-фашистскими захватчиками в июле 1941 года. 16 её жителей погибли на фронте. Освобождена в июле 1944 года. На 1960 население деревни составило 199 человек. В 1980-е годы деревня входила в состав колхоза «Большевик». На 1997 год насчитывалось 37 домов, 78 жителей, функционировал животноводческий комплекс.

## Население
- 1858 г. — 25 жителей.
- 1897 г. — 14 дворов, 129 жителей.
- Начало XX века — 15 дворов, 91 житель.
- 1917 г. — 19 дворов, 117 жителей.
- 1926 г. — 23 двора, 117 жителей.
- 1960 г. — 199 жителей.
- 1997 г. — 37 дворов, 78 жителей.
- 2013 г. — 25 дворов, 57 жителей.